# Paolo Emilio Rondinini
Paolo Emilio Rondinini (Roma, 1617 – Roma, 16 settembre 1668) è stato un cardinale e vescovo cattolico italiano.

## Biografia
Nacque nel 1617 da Alessandro Rondinini e Felice Zacchia.
Per parte di madre discendeva dal cardinale Laudivio Zacchia (suo nonno) ed ebbe come prozio il cardinale Paolo Emilio Zacchia.
Si laureò all'Università di Perugia. Nel 1637 fu nominato chierico della Camera Apostolica e funse da tesoriere generale durante l'assenza di Francesco Angelo Rapaccioli, impegnato nella guerra di Castro. Fu nominato prefetto dell'Annona il 4 marzo 1643.
Nello stesso anno fu creato cardinale da papa Urbano VIII nel concistoro del 13 luglio. Il 31 agosto gli fu assegnata la diaconia di Santa Maria in Aquiro.
Il 5 maggio 1653 fu eletto vescovo di Assisi e fu consacrato vescovo il 25 maggio dello stesso anno.
Il 14 maggio 1655 optò per la diaconia di San Giorgio in Velabro, da cui il 6 marzo 1656 passò alla diaconia di Santa Maria in Cosmedin. Infine il 30 aprile 1668 optò per l'ordine dei cardinali preti ed ebbe il titolo di Sant'Eusebio.
Partecipò a tre conclavi, che elessero papa Innocenzo X (1644), papa Alessandro VII (1655) e papa Clemente IX (1667).
Morì dopo una breve malattia nel palazzo romano del principe Camillo Pamphilj e fu sepolto nella chiesa di Santa Maria sopra Minerva.

## Genealogia episcopale e successione apostolica
La genealogia episcopale è:
- Cardinale Guillaume d'Estouteville, O.S.B.Clun.
- Papa Sisto IV
- Papa Giulio II
- Cardinale Raffaele Riario
- Papa Leone X
- Papa Clemente VII
- Cardinale Antonio Sanseverino, O.S.Io.Hieros.
- Cardinale Giovanni Michele Saraceni
- Papa Pio V
- Cardinale Innico d'Avalos d'Aragona, O.S.Iacobi
- Cardinale Scipione Gonzaga
- Patriarca Fabio Biondi
- Papa Urbano VIII
- Cardinale Cosimo de Torres
- Cardinale Francesco Maria Brancaccio
- Vescovo Miguel Juan Balaguer Camarasa, O.S.Io.Hier.
- Papa Alessandro VII
- Cardinale Paolo Emilio Rondinini

La successione apostolica è:
- Vescovo Francesco Densa (1658)